# 円周率の日

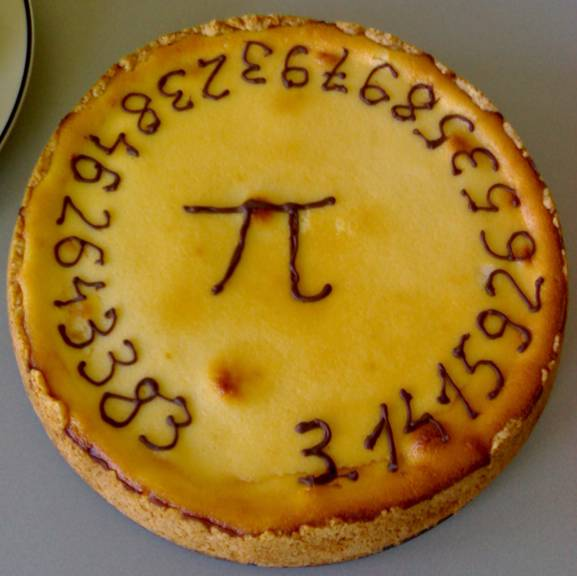
3月14日にデルフト工科大学で焼かれたパイ

円周率の日（えんしゅうりつのひ）は円周率に由来する記念日で、基本的に3月14日である。このほかいくつかの「円周率近似値の日」がある。

## 円周率の日
3月14日は、多くの国で 3-14 の順に表記され、円周率の小数表記 3.14159265... の上3桁に一致するため、「円周率の日」とされる。
通常はこの日の1時59分か午後3時9分（15時9分）にこの日を祝う。この2つの時刻は数字で表記するとそれぞれ「1:59」と「15:9」であり、日付の「3.14」と併せて円周率の最初の6桁を表している。(π=3.141592653…)
この日の祝い方には様々な方法がある。ある団体は、世の中における円周率の役割を考え円周率が存在しない世界について考える。また、パイを食べる・映画「π」を見るなど「パイ」に関する行為で祝う人たちもいる。一部の学校の数学科ではこの日にパーティーが催されることもある。
2009年にはアメリカ合衆国下院で2009年3月14日を「全米円周率の日」とする決議案が可決された。
この日はアルベルト・アインシュタインの誕生日（1879年3月14日）であり、日本では1997年に日本数学検定協会によって「数学の日」にもなっている。

## 究極の円周率の日
1592年3月14日6時53分58秒は、究極の円周率の日（時間）と呼ばれることがある。この時間をアメリカ式で記述すると、3/14/1592 6:53.58 となり、円周率の上12桁に一致する。
ただし実際は、当時得られていた円周率の値は小数で 3.141592653 であり、アメリカ合衆国は存在せずアメリカ式の日付表記が世界のどこかで行われていたかはっきりしない。また、当時は暦法がユリウス暦からグレゴリオ暦に変わった直後であり、また人々の円周率に対する関心が余りなかったと考えられるため、この日はあまり注目を浴びることはなかったと考えられる。
ISO 8601 準拠の降順の日付表記をするならば、3141年5月9日2時6分53秒が円周率の上10桁に一致する。

## 円周率近似値の日
円周率近似値の日（えんしゅうりつきんじちのひ）と呼ばれる日はいくつか存在する。
7月22日
7月22日はヨーロッパ式では 22/7 と表記される。この区切り文字である / を割り算の記号（または分数の割線）と見なすと、アルキメデスが求めた近似値となる。
12月21日（閏年は12月20日）
中国における近似値の日である。新年から355日目であり、祖沖之が求めた円周率の近似値である 355/113 の分子に由来する。分母に当たる1時13分に祝われる。
4月27日
新年からこの日までに地球が動く距離が2天文単位となる。地球の公転軌道の長さと移動距離の比が円周率に一致する。
11月10日（閏年は11月9日）
新年から314日目である。
円周率の3.14に一致する。